# Mocsári fülesbagoly
A mocsári fülesbagoly (Asio capensis) a madarak (Aves) osztályának bagolyalakúak (Strigiformes) rendjébe, ezen belül a bagolyfélék (Strigidae) családjába tartozó faj.

## Rendszerezése
A fajt Andrew Smith skót ornitológus írta le 1834-ben, az Otus nembe Otus Capensis néven.

## Alfajai
- Asio capensis capensis (A. Smith, 1834) - az alapfaj él az elterjedési terület java részén, Afrika hatalmas területein
- Asio capensis hova (Stresemann, 1922) - az alapfajtól elkülönülten él Madagaszkár szigetén
- Asio capensis tingitanus (Loche, 1867) - az alapfajtól elkülönülten él Marokkó északi részén  [2]

## Előfordulása
Elterjedése Észak-Afrikától egészen Kelet-Fokföldig tart. A nyugati Palearktikumban csak Marokkó északnyugati részén található.
Mocsarakban vagy nedves, magas füvű réteken költ, élőhelye nagyon hasonlít a réti fülesbagolyéra. Vonuló faj.

## Megjelenése
Testhossza 36 centiméter, szárnyfesztávolsága 82-99 centiméter, testtömege 225-485 gramm.
Szárnyai viszonylag rövidek és szélesek, csúcsai kissé lekerekítettek. A teste hátulsó része zömök. A felsőteste és begye egyszínű sötétbarna, arca krémfehér. Karevezői felül sötétek, alul pedig világosak, de sávosak. Hasán finomabbak a sávok. Szemei feketék. A fiataloknak a felső testén és mellén jól látható széles sávok húzódnak.
|  |

## Életmódja
A mocsári fülesbagoly éjjeli ragadozó, de részben nappali életmódot folytat. Általában kis rágcsálókkal, rovarokkal és más kis gerincesekkel táplálkozik.

## Szaporodása
Hangja érdes, békához hasonló "krarkogás". Nászidőszakban ugyanezt a hangot szaggatottan ismétli, miközben körözve repül. Ha izgatott nyikorgó füttyöt hallat, akár szárnyával is tapsolhat.
A földön fészkel. A tojó 2-6 fehér tojást rak, melyeken körülbelül 28 napig kotlik. A kotlás időszaka alatt a hím táplálja a tojót.
|  |

## Természetvédelmi helyzete
Az elterjedési területe rendkívül nagy, egyedszáma pedig stabil. A Természetvédelmi Világszövetség Vörös listáján nem fenyegetett fajként szerepel.